# اده (جبيل)
اده هي إحدى القرى اللبنانية من قرى قضاء جبيل في محافظة جبل لبنان.

## أعلامها
- إلياس إده، (1741 - 1828) شاعر.